# 陈氏碘泡虫
陈氏碘泡虫（学名：Myxobolus cheni）为碘泡科碘泡虫属的动物。分布于俄罗斯以及辽宁、湖北、四川、江西、浙江、广东等，营寄生生活，寄生在鳃（鲢、鳙、麦穗鱼）、肠（鲢、鳙、鲇）、肾（鲢、鳙）、肌肉（鲻、梭）、胆囊、膀胱（鲢）。